# 布盧里奇鎮區 (北卡羅萊納州沃托加縣)
布盧里奇鎮區（英語：Blue Ridge Township）是位於美國北卡羅萊納州沃托加縣的一個鎮區。

## 地方資料
布盧里奇鎮區的面積為71.48平方千米，皆為陸地。根據2020年美國人口普查的數據，當地共有人口5034人，而人口密度為每平方千米70.43人。